# Úderník (zbraň)

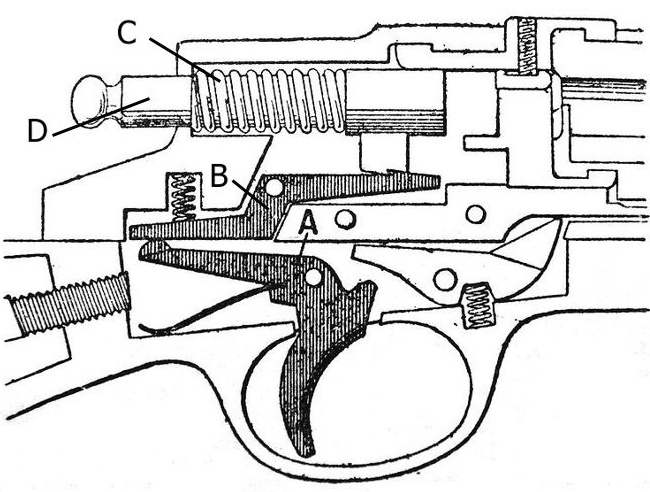
Řez zbraní ukazující bicí a spoušťový mechanismus. A: spoušť, B: spoušťová páka(záchyt úderníku), C: bicí pružina, D: úderník

Úderník je součástka bicího ústrojí ručních palných zbraní.

## Funkce
V moderních palných zbraních dochází k výstřelu tak, že stisk spouště uvede do činnosti bicí ústrojí. Účelem bicího ústrojí je mechanicky udeřit na zápalku náboje. Součástí bicího ústrojí je pružina, která dodává energii pro tento úder. Bicí pružina je stlačena úderníkem a ten je v této poloze zachycen spoušťovým mechanismem.
Stiskem spouště zbraně dojde k uvolnění úderníku. Na uvolněný úderník zapůsobí stlačená pružina a úderník udeří na další součást bicího ústrojí nazývanou zápalník. Zápalník pak udeří do zápalky. Tímto způsobem se přenese energie z bicí pružiny až na zápalku náboje.

## Konstrukce a varianty
Úderník se obvykle pohybuje ve zbrani po přímce. Používá se i pojem přímoběžný úderník. V případě, že stejnou funkci plní otáčivá součástka, je nazývána kladívko, případně ve variantě s palečníkem se používá název kohout.
Mírně odlišný výklad pojmu lze najít například v ČSN. Podle defince v normě může kladívko uvádět do pohybu zápalník, nebo i úderník.

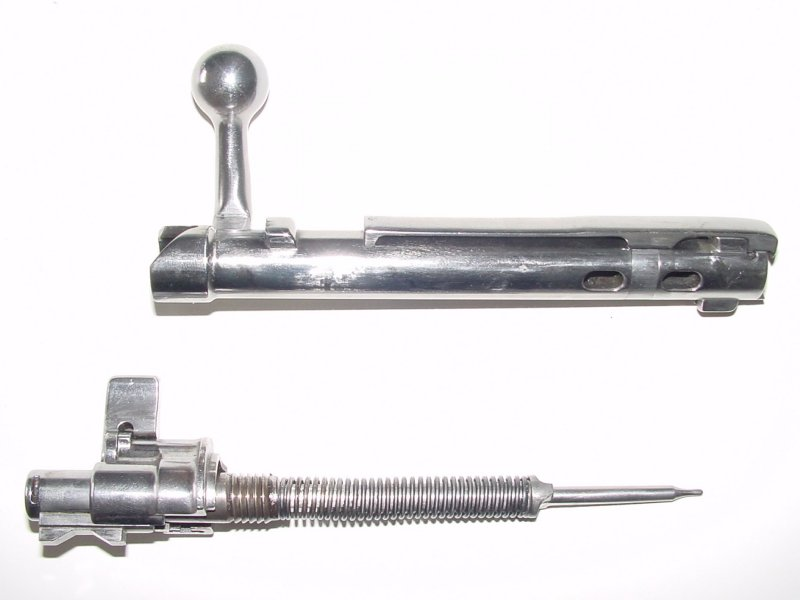
Mauser Závěr zbraně a úderník spojený se zápalníkem

## Spojení úderníku a zápalníku
U některých konstrukcí zbraní může být úderník spojen se zápalníkem. V případě kdy úderník a zápalník tvoří jednu součástku, mluvíme o úderníku (nebo kohoutu) s integrovaným zápalníkem. Tento princip je použit například u pistolí Glock a často u revolverů.
Naopak jednoznačné oddělení úderníku a zápalníku je použito například v pistoli CZ 75, nebo u útočné pušky samopal vzor 58.

## Záměny a jiné použití pojmů
Použití pojmů u úderníku bývá někdy vlivem překladu nebo i z jiných důvodů nepřesné a nejednoznačné.
Jeden z případů, kde je pojmologie nejednoznačná, nastává u výše popsaných konstrukcí, kdy je spojen úderník se zápalníkem. V dostupných pramenech se lze setkat s tím, že namísto úplného popisu (například úderník se zápalníkem nebo kohout se zápalníkem) používají autoři jednoslovný název. Toto zjednodušení není ale ve všech pramenech stejné. Někteří autoři používají jen pojem zápalník a v jiných zdrojích je použit pro stejnou součástku jen pojem úderník. Jako příklad lze uvést encyklopedii A. E. Hartinka.
V některých zdrojích se lze setkat se záměnou pojmu úderník a zápalník a to i v případech, že jde o zcela oddělené součástky.
V literatuře se lze setkat i s pojmem přímoběžné kladívko, byť to je v rozporu s ČSN, která definuje kladívko jako součástku s kyvným pohybem.